# حائط ساتر (تحصين)

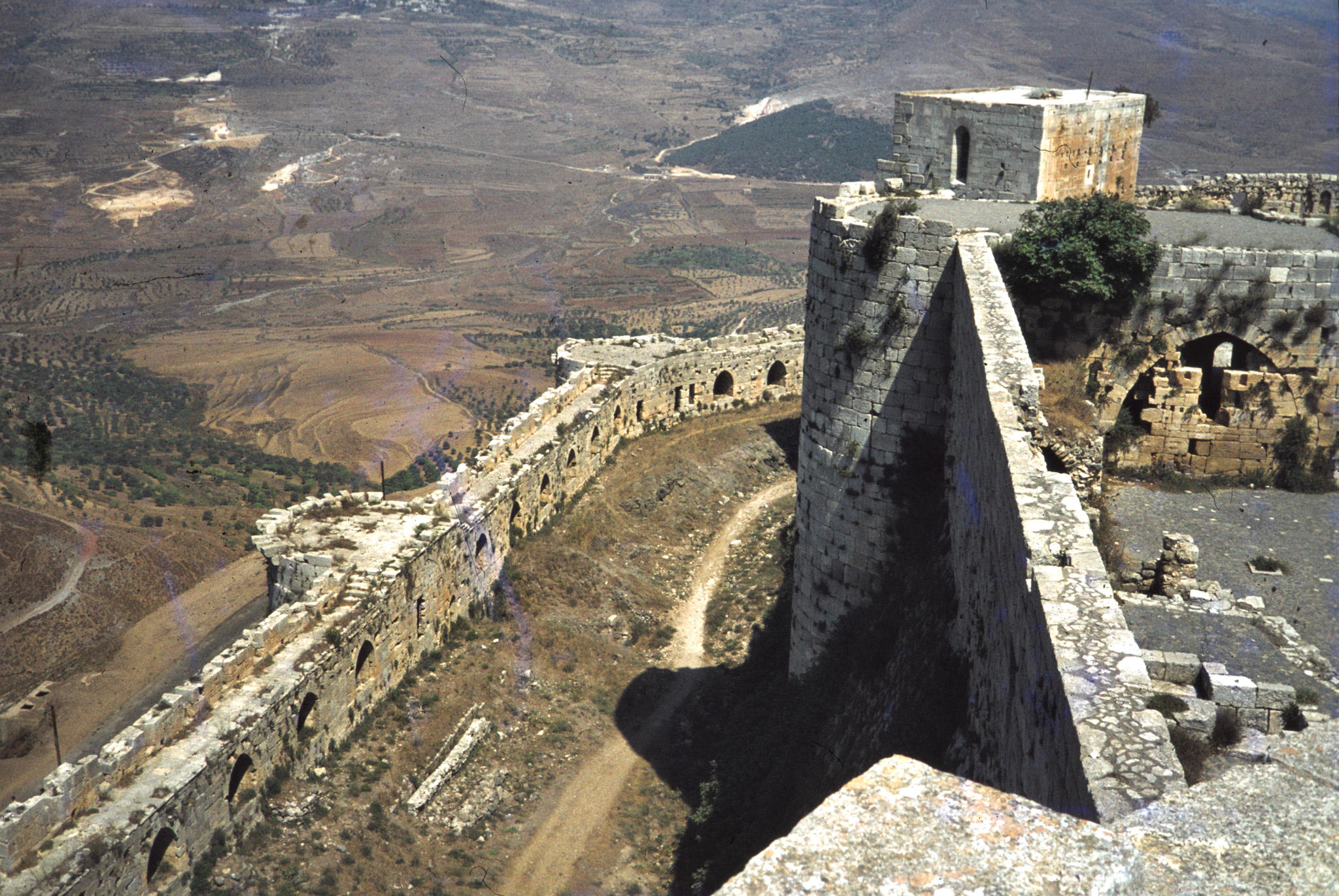
حائط ساتر في قلعة الحصن في سوريا

الحائط الساتر صفحة أو جزء من الجدار بين برجين عرفت في أبنية العصور القديمة والوسطى.

## الاسوار التحصينية القديمة
يمكن العثور على أدلة على وجود جدران الستائرية أو سلسلة من الجدران المحيطة ببلدة أو قلعة في المصادر التاريخية من بلاد آشور ومصر. بعض الأمثلة البارزة هي تل لاكيش القديمة في إسرائيل وبوهين في مصر. تم بناء الجدران الستارية في جميع أنحاء أوروبا خلال الإمبراطورية الرومانية. كما أثرت أسوار ثيودوسيان في القسطنطينية في أوائل القرن الخامس على بناة قلاع القرون الوسطى.